# Che cos'è la filosofia?
Che cos'è la filosofia? (titolo originale in francese Qu'est-ce que la philosophie?) è il titolo dell'ultimo libro scritto insieme dalla coppia di filosofi Gilles Deleuze e Félix Guattari, pubblicato nel 1991.

## Tematiche

### Visione generale
In Che cos'è la filosofia? i due autori chiariscono ciò che c'è in comune e ciò che vi è di differente fra tre delle discipline della conoscenza: filosofia, arte e scienza. Ciò che queste discipline hanno in comune è un certo rapporto nei confronti del caos. Ognuna di queste differenti modalità della conoscenza, secondo Deleuze e Guattari, si configura come una risposta specifica alla caoticità essenziale dell'essere, ognuna cerca di effettuare un taglio nel caos, strappando da questo una porzione di ordine e cercando di creare un senso. La creatività sarebbe l'aspetto comune a tutte e tre le discipline, tanto che tutte e tre potrebbero essere definite come delle arti. 
La filosofia sarebbe l'arte di creare concetti, la scienza l'arte di inventare prospetti cioè un nuovo uso e senso per delle funzioni, l'arte tout court (pittura, scultura, ecc.) invece si occupa di creare affetti e percetti (le cose percepite), cioè oggetti che siano aggregati di sensazioni e percezioni e che li condensino fissandoli nel tempo.
(G.Deleuze, F.Guattari, Op.cit., Introduzione, p. XIII)
La filosofia, è dunque l'arte di inventare, elaborare, costruire concetti tenendo sempre presente l'ambiente culturale e sociale in cui opera. Secondo gli autori nella Grecia classica la figura del filosofo-saggio si è ad un certo punto incontrata con quella del filosofo-amico il quale sa di non poter raggiungere la verità. che nessuno possiede definitivamente, ma tuttavia la ricerca essendo sempre aperto  al confronto. Mentre il filosofo-saggio, venuto dall'Oriente, usa un pensiero figurativo, il filosofo-amico del sapere procede con la formazione di concetti e punta alla creazione di una società egualitaria dove ciascuno si sente diverso dagli altri e dialoga fino ad arrivare alla competizione.

## Edizioni
- Gilles Deleuzes, Félix Guattari, Qu'est-ce que la philosophie ?, Éditions de Minuit (coll. "Critique"), Paris, 1991; trad. di Angela De Lorenzis, Che cos'è la filosofia, a cura di Carlo Arcuri, Einaudi (coll. "Einaudi contemporanea" 46) Torino, 1996 ISBN 88-06-12904-X; n. ed. ivi (coll. "PBE" n.s. 209), 2006 ISBN 978-88-06-16394-5